# Hermann Latz
Hermann Latz (* 1. November 1955) ist ein ehemaliger deutscher Basketballschiedsrichter.

## Leben
Latz war bis zum Erreichen der Altersgrenze im Jahr 2006 als Schiedsrichter in der Basketball-Bundesliga tätig. Er leitete in seiner Laufbahn als Unparteiischer zudem Partien auf internationaler Ebene, in europäischen Vereinswettbewerben sowie in Länderspielen.
Beruflich war Latz als Justiziar des Deutschen Sportbundes beziehungsweise später des Deutschen Olympischen Sportbundes beschäftigt.